# Comptus maculatus
Comptus maculatus — вид веретільницеподібних ящірок родини Diploglossidae. Ендемік Кайманових Островів.

## Поширення і екологія
Comptus maculatus мешкають на островах Малий Кайман і Кайман-Брак в групі Кайманових островів у Карибському морі. Вони живуть в сухих тропічних лісах, кокколобових і кокосових гаях та рідколіссях, серед опалого листя. Зустрічаються на висоті від 2 до 43 м над рівнем моря. Живляться комахами, відкладають яйця.

## Збереження
МСОП класифікує цей вид як такий, що перебуває під загрозою зникнення. Comptus maculatus загрожує знищення природного середовища та хижацтво з боку інтродукованих тварин.